# Huye el sol…
Huye el sol... fue el primer álbum del grupo de rock boliviano Llegas, presentado el 11 de septiembre de 1996 en el salón Las Américas de Hotel Presidente en la ciudad de La Paz, en Bolivia.
Durante su grabación y producción la banda estuvo conformada por Rodrigo Villegas y Álvaro “conejo” Arce, participando en la grabación otros músicos invitados.

## Grabación
Grabada en otoño de 1996, en los estudios de Discolandia, el álbum fue transferido de digital a análogo en los estudios “La Diosa Salvaje” (propiedad de Luis Alberto Spinetta), en Buenos Aires, Argentina donde también se realizó el mezclado. El masterizado y la edición digital se realizaron en estudios “El Pie” (propiedad de Alejandro Lerner) también ubicado en Buenos Aires.

## Diseño
La portada del álbum aparecido inicialmente en casete, y luego en CD, presenta una fotografía en sepia, tomada por Lewis Carroll a Alice Liddell la niña que inspiró la obra “Las aventuras de Alicia en el país de las maravillas”, el libro contiene la letra de cada canción y una fotografía para cada una de ellas, la temática de cada una es la de los pírsines o body art, las fotografías tomadas por Steve Miller aparecen en blanco y negro y sepias, contrastando con otros gráficos de estilo psicodélico que ilustran las páginas: inicial, centrales y finales de autoría de Daniel Hayes, el libro incluye además fotografías a color de la banda tomadas por Ernesto Alcázar y Javier Vega C.

## Lanzamiento
Tras la presentación del álbum la reacción del público, que esperaba una producción que llenara el vacío dejado por la desaparecida banda Lou Kass, no fue muy positiva ante el nuevo estilo que el álbum presentaba, su espíritu melancólico, y la temática del dolor que dominan el álbum no fueron bien acogidos por los ex fanáticos de la banda. El álbum supuso la generación de un nuevo público seguidor de Llegas que finalmente consolidó el álbum en la memoria colectiva del público boliviano. Las canciones más populares fueron Cada Beso, María Luiza y Raquel.

## Canciones
- Cada Beso R. Villegas

Rodrigo Villegas: voz, guitarra.
Álvaro Arce: Bajo
Músicos invitados: Gery Bretel: Batería y uñas de cabra, María Teresa Dal Pero: voz.
- María Luiza  A. Arce

Rodrigo Villegas: Voz, guitarras y coros.
Álvaro Arce: Bajos y coros
Músicos invitados: Rodolfo Ortiz: Batería, Álex Zapata: Coros Juan Pereira: Saxos, Jonathan Cuenca: Trombón
- Viaje a los Yungas Om

Rodrigo Villegas: Voz, guitarras, coros, solos 3 y 6, solo final.
Álvaro Arce: Bajos y coros.
Músicos invitados: Gery Bretel: Batería shaker y coros, Fiore Zulli: Jembe percusión y coros, Carlos Olmos: Solos 1 y 4, Álex Zapata Solos 2y5.
- Huye el sol…  R. Villegas

Rodrigo Villegas: Voz, guitarras y coros.
Álvaro Arce: Bajo.
Músico invitado: Gery Bretel.
- Cuando tengo miedo  R. Villegas

Rodrigo Villegas: Voz, guitarra.
Músicos invitados: Martín Joffré: Bajo, Rodolfo Ortiz: Batería, Alfil Origlio: Teclados.
- Desapareciendo  R. Villegas

Rodrigo Villegas: Voz, guitarra.
Álvaro Arce: Bajo.
Músicos invitados: Gery Bretel: Batería, Alfil Origlio: Piano Rhodes y teclados, Phillipo Plancher: voz, Danilo Gallardo: Violonchelo.
- Queriendo entrar  R. Villegas

Rodrigo Villegas: Voz, guitarra.
Álvaro Arce: Bajo.
Músicos invitados: Gery Bretel: Batería, Daniel Zegada: Coros.
- Raquel R. Villegas y Oscar Garcia[3]
- Canción dedicada a la investigadora Raquel Gutiérrez.[4]

Rodrigo Villegas: Voz, guitarra acústica líder.
Músicos invitados: Oscar García: voz, guitarra acústica, Jenny Cárdenas: voz, Danilo Gallardo Violonchelo.
- Perdón y válvula  R. Villegas

Rodrigo Villegas: Voz, guitarra.
Álvaro Arce: Bajo.
Músicos invitados: Gery Bretel: Batería, Sergio Ramírez: voz.
- Sigo mi camino.  R. Villegas

Rodrigo Villegas: Voz, guitarra.
Álvaro Arce: Bajo.
Músicos invitados: Gery Bretel: Batería, Alfil Origlio: teclados.